# 広島市安芸区スポーツセンター
広島市安芸区スポーツセンター（ひろしましあきくスポーツセンター）は、広島市東区にある複合型運動施設。

## 沿革
- 1984年5月19日 - 安芸区スポーツセンター開業。

## 諸室詳細
- 地下1階
  - 体育室：小体育室 32m×20m
- 1階
  - プール：25mプール（25m×6コース 水深 0.9m×2コース、1.15m - 1.25m×4コース）、小プール（10m×4m 水深 0.6m）
  - その他：事務室・保健室・トレーニング室・売店・更衣室・シャワー室・会議室等
- 2階
  - 体育室：大体育室 46m×34m
  - 観覧席：504席（大体育室・収納式）、90席（プール）
- 3階
  - 観覧席：480席（大体育室・収納式）
- 屋外
  - テニスコート クレー系コート 2面

## アクセス

### 鉄道
- JR山陽本線「安芸中野駅」徒歩7分
  - 「広島駅」から西条・岡山方面行きに乗車、「安芸中野駅」下車、徒歩7分

### バス
- 芸陽バス「才の瀬橋バス停」徒歩3分
  - 「広島バスセンター」から西条・一貫田・中野東7丁目行きに乗車、「才の瀬橋バス停」下車 徒歩3分